# کروما کی

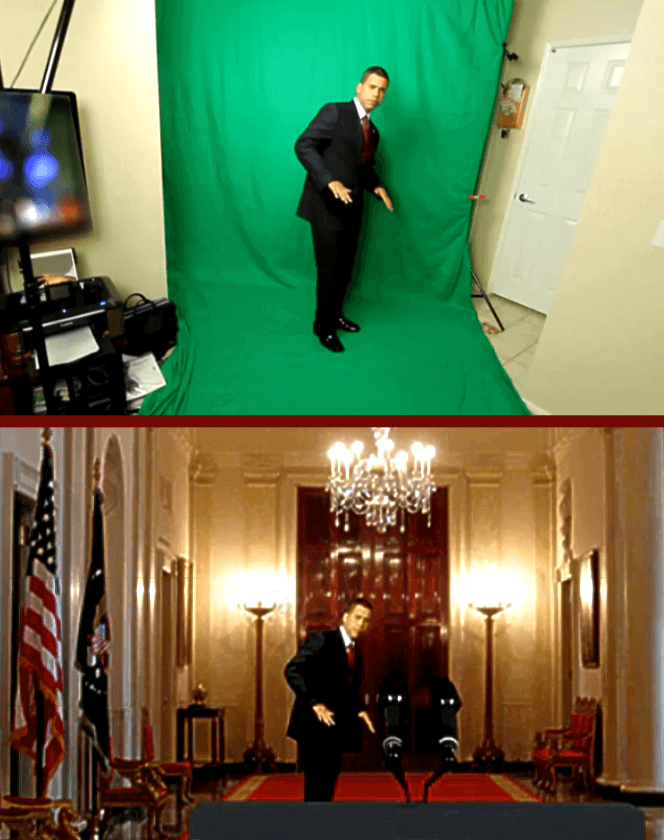
مکان سخنرانی اوباما.

کروماکی یا برش فام (به انگلیسی: Chroma key compositing, or chroma keying) یک تکنیک جلوه‌های ویژه سینمایی و پس‌تولیدی برای روی هم قرار دادن چند نگاره ویا فیلم بر روی هم است. بدین صورت که از اشیا یا افراد تصاویری روبه‌روی پرده‌ای معمولاً سبز یا آبی گرفته شده (زیرا این رنگ بیشترین تضاد رنگ را با رنگ پوست انسان دارد) و با نگاره‌های مطلوب از پیرامون ادغام می‌گردند.